# GSC1873-623
GSC1873-623 — хімічно пекулярна зоря спектрального класу B9, що має видиму зоряну величину в смузі V приблизно  0,0.